# 雷蒂羅 (智利)

雷蒂羅（西班牙語：Retiro），是智利的城鎮，位於該國中部馬烏萊大區的利納雷斯省，始建於1891年12月22日，面積827.1平方公里，海拔高度143米，2012年人口18,754人，人口密度每平方公里23人。
36°2′S 71°46′W / 36.033°S 71.767°W